# Renault Twizy
La Twizy est une petite voiture électrique (écomobilité) du constructeur automobile français Renault produite de 2011 à 2023, intégrant la gamme électrique Renault Z.E., et commercialisée en deux catégories de puissance (voiture sans permis bridée à 45 km/h et voiture avec permis B1 dont la vitesse est augmentée à 80 km/h). Elle est remplacée par la Mobilize Duo.

## Concept
Dérivée du concept car du même nom présenté au salon de l'automobile de Francfort 2009, la Renault Twizy est orientée transports urbains et écomobilité (plan de déplacements urbains).

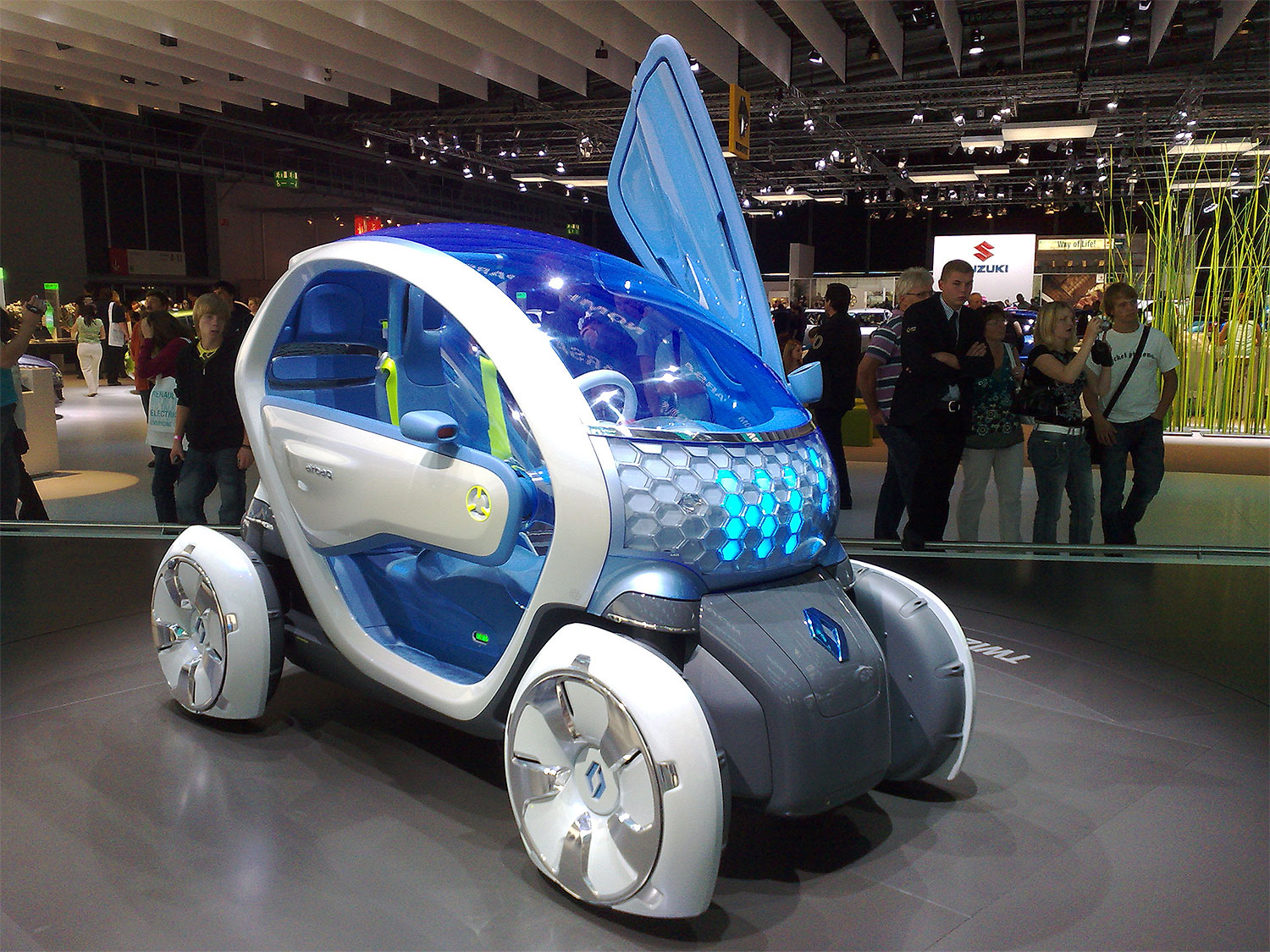
Concept car 2009.
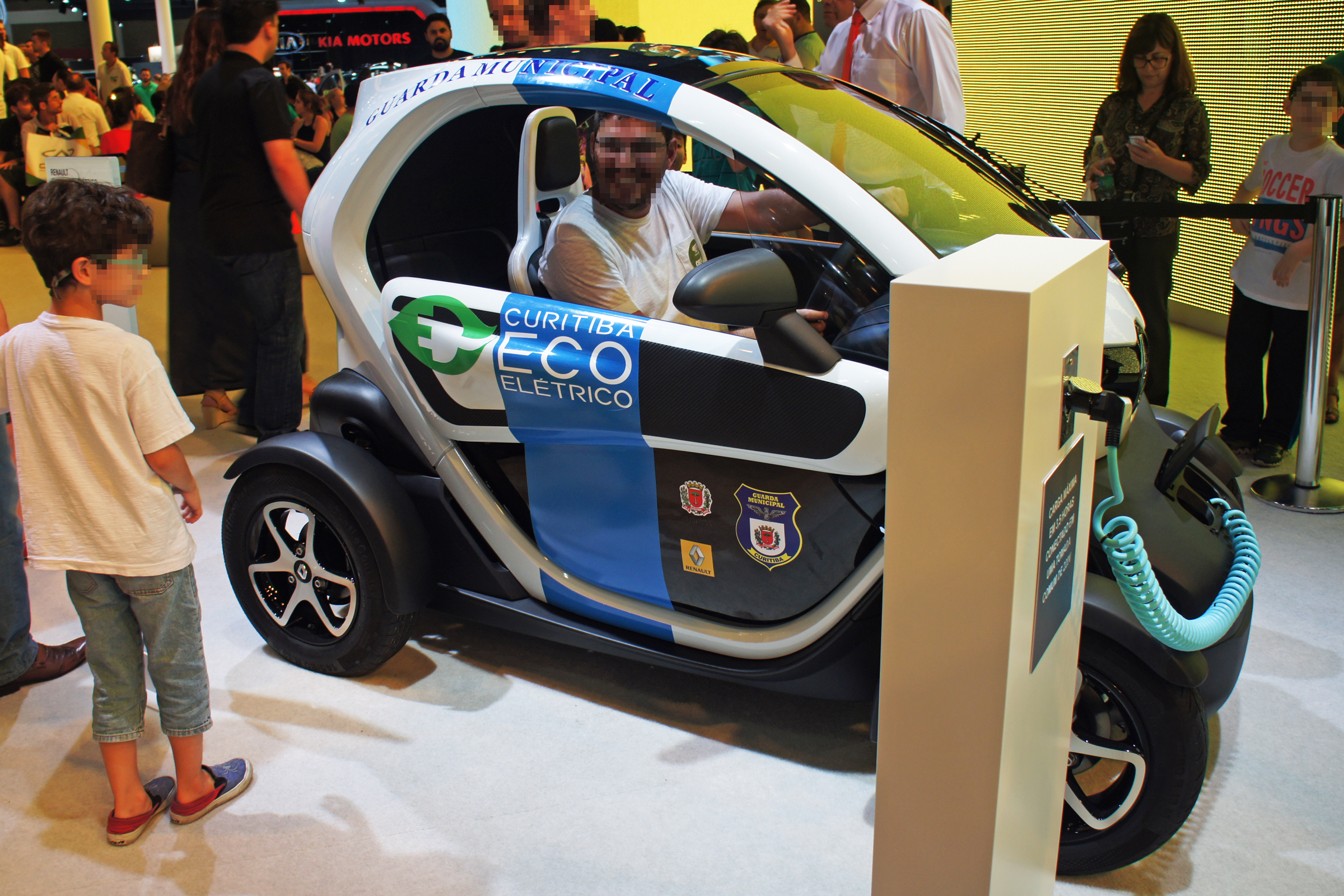
Recharge de batterie sur prise électrique standard 16 ampères.
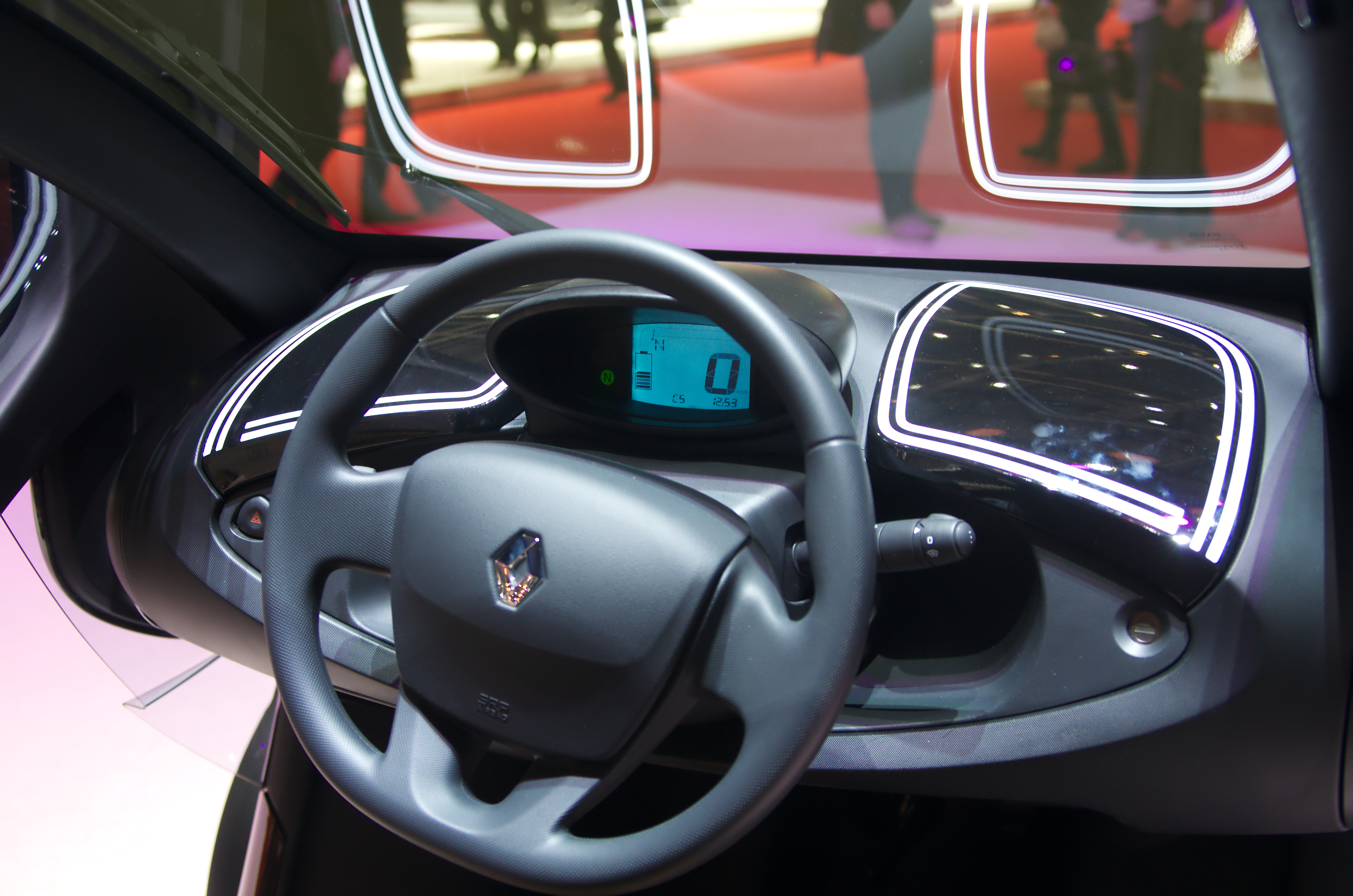
Tableau de bord.

Située sur le marché des voitures sans permis, entre le scooter et l'automobile, elle adopte un mode de propulsion entièrement électrique avec une autonomie d'environ 70 km à 95 km. Son rayon de braquage très court et ses dimensions réduites lui permettent de stationner perpendiculairement au trottoir sur des stationnements longitudinaux. Du fait de sa taille réduite, elle ne propose qu'une ou deux places en tandem, et un compartiment de 31 dm3 sous le siège arrière.
Concurrente des Mitsubishi i MiEV - Peugeot iOn - Citroën C-ZERO, Renault ZOE, Bolloré Bluecar, Lumeneo Smera…, la Twizy est déclarée en 2012 « voiture électrique la plus vendue d'Europe » par le site américain Business Insider, à la suite entre autres de son succès commercial en Allemagne.
En 2015, la société de partage de scooters Scoot a proposé des trajets dans San Francisco dans le « Scoot Quad », un Twizy avec le badge Nissan.
Sa production est arrêtée en septembre 2023.

## Modèles et finitions
Pour le marché de l'automobile français, Renault propose à l'origine, quatre types de carrosseries avec option peinture métallisée et deux puissances de motorisation :
- Urban/Life
- Color : personnalisation des couleurs intérieures et extérieures
- Cargo : une place avec coffre[5] ;
- Technic/Intens : haut de gamme avec design dynamique, parties en imitation fibre de carbone, jantes en alliage, peinture métallisée, rétroviseurs peints couleur carrosserie…

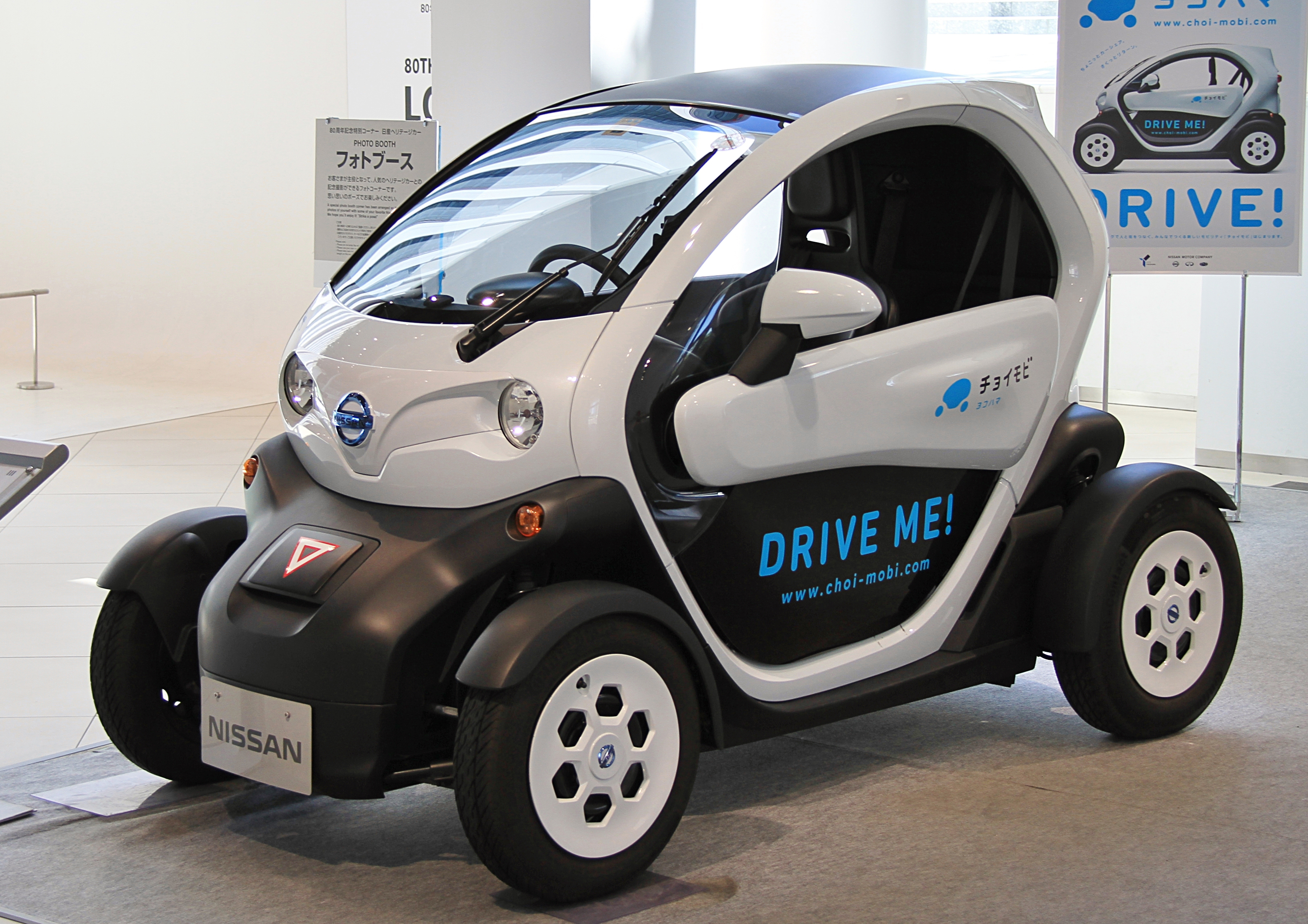
Variante New Mobility Concept Nissan.
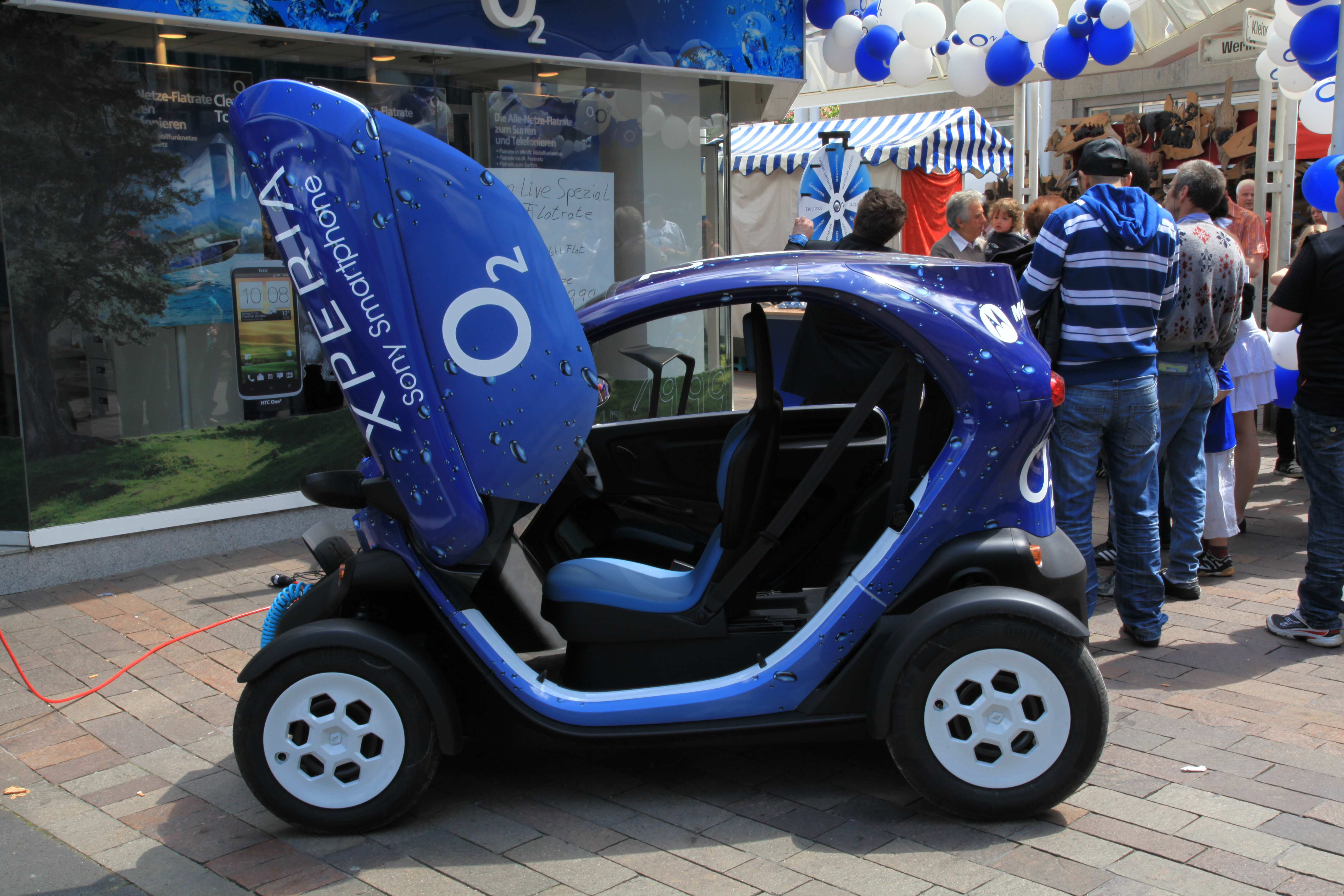
Portes en élytre.
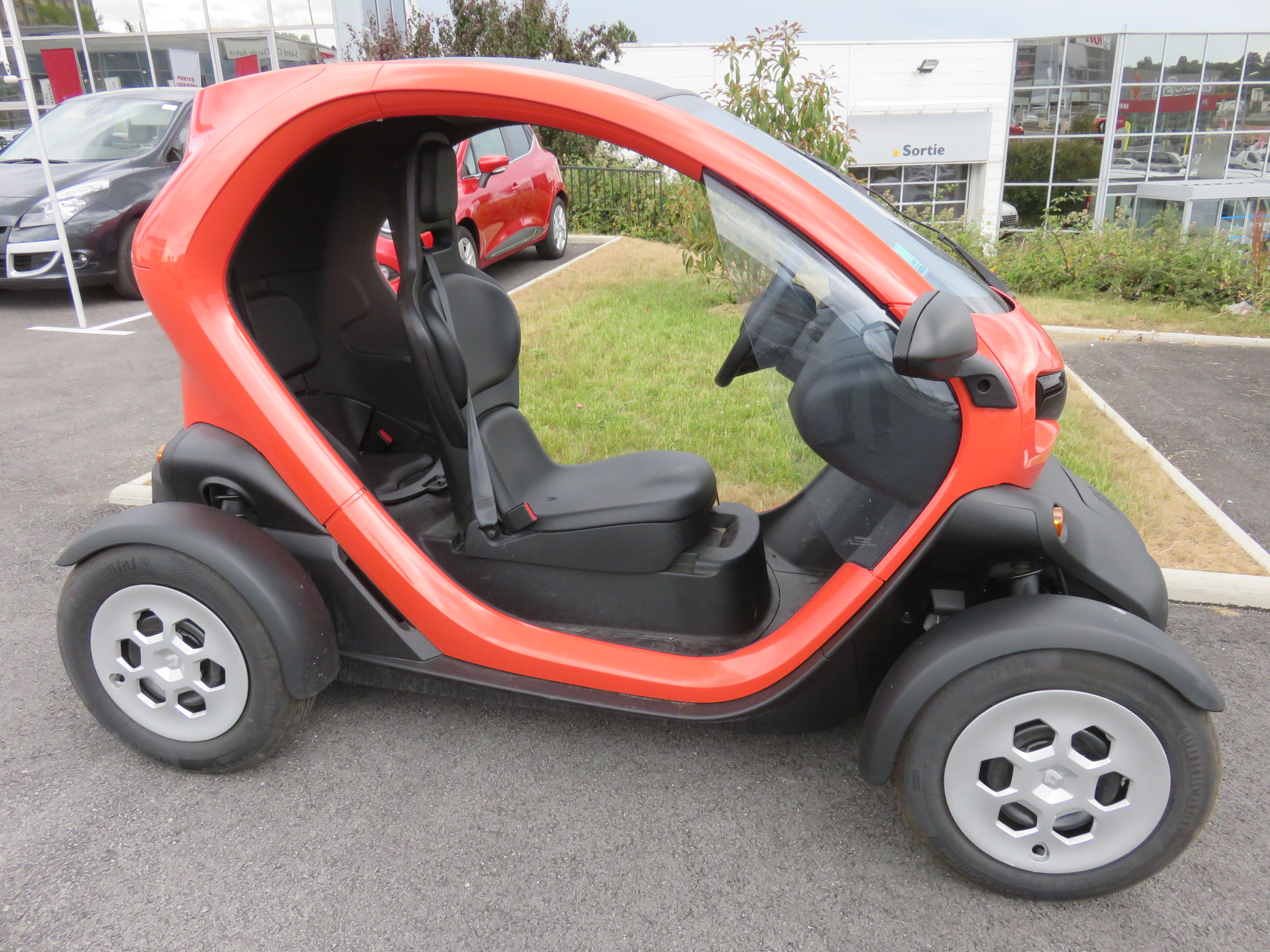
Sans porte.
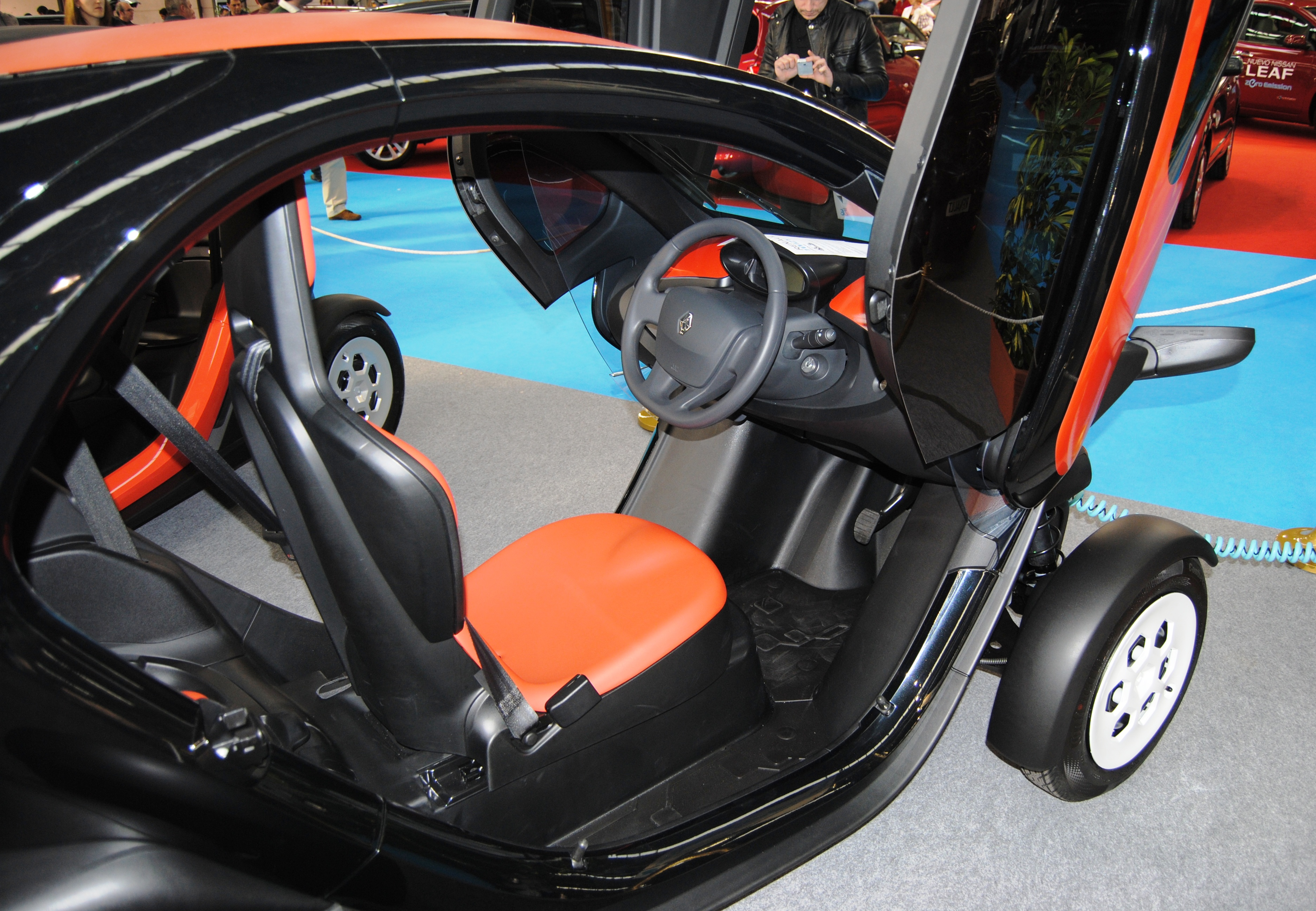
Habitacle.
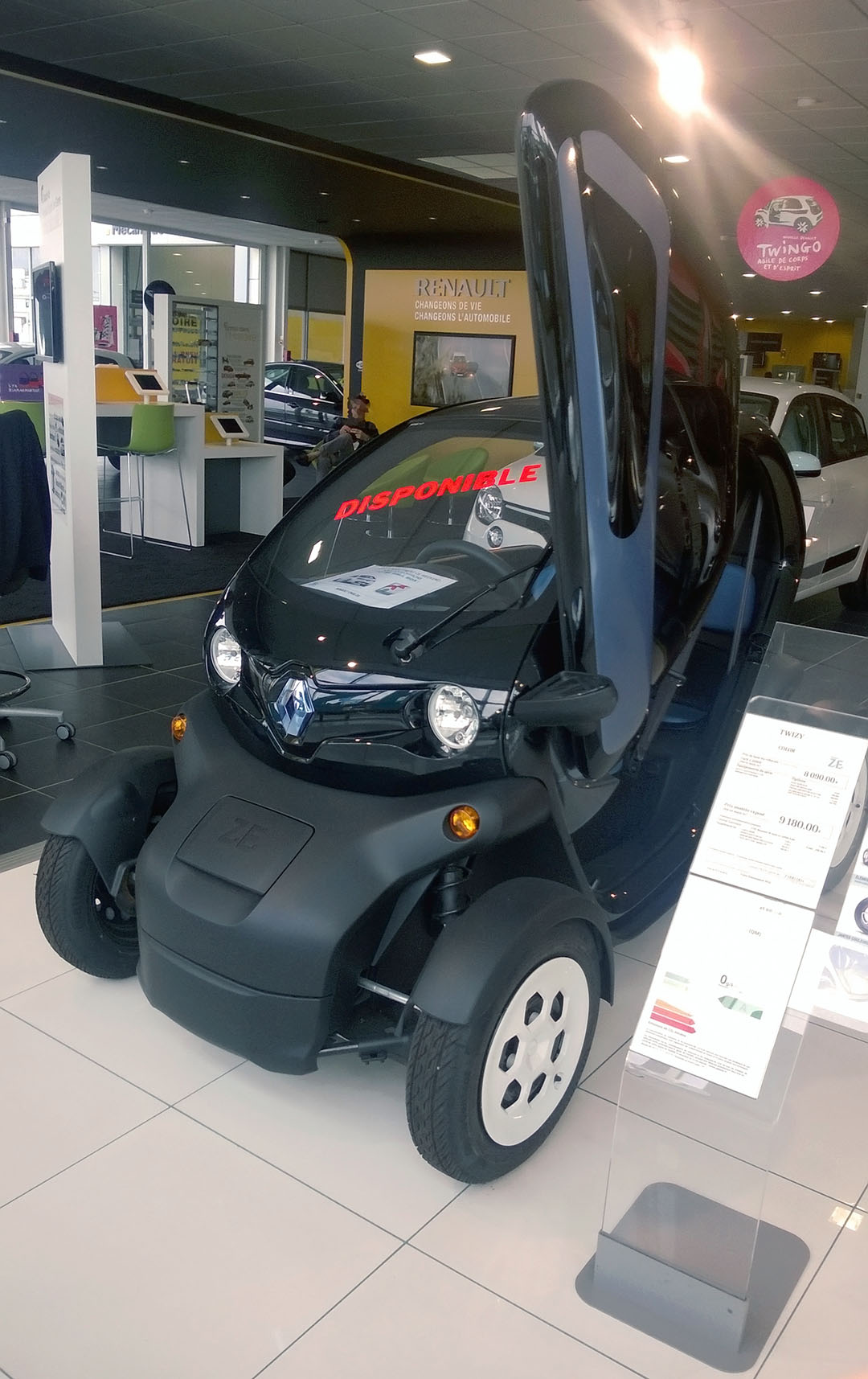
En concession Renault.
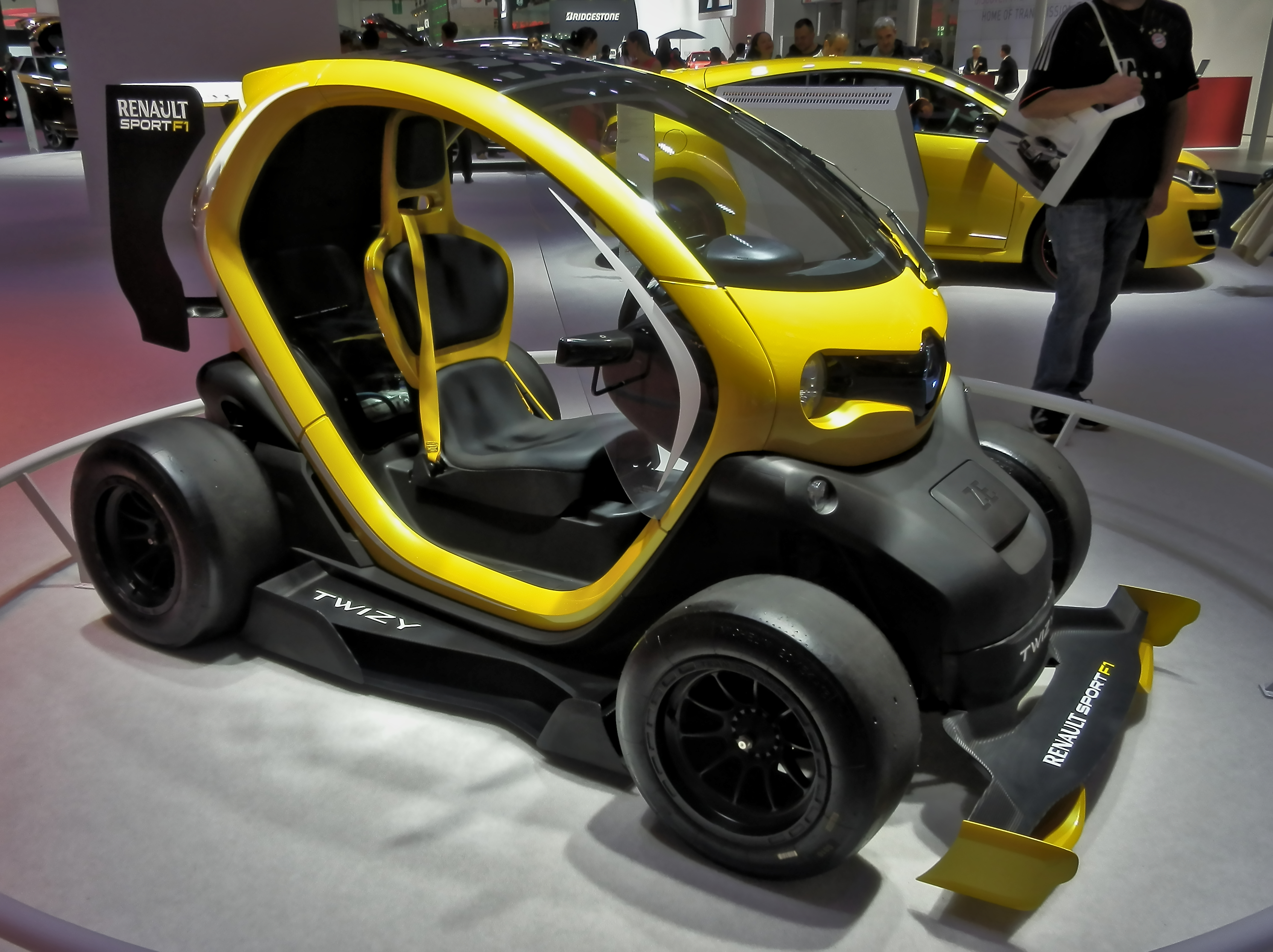
Renault Twizy Sport F1 2013.
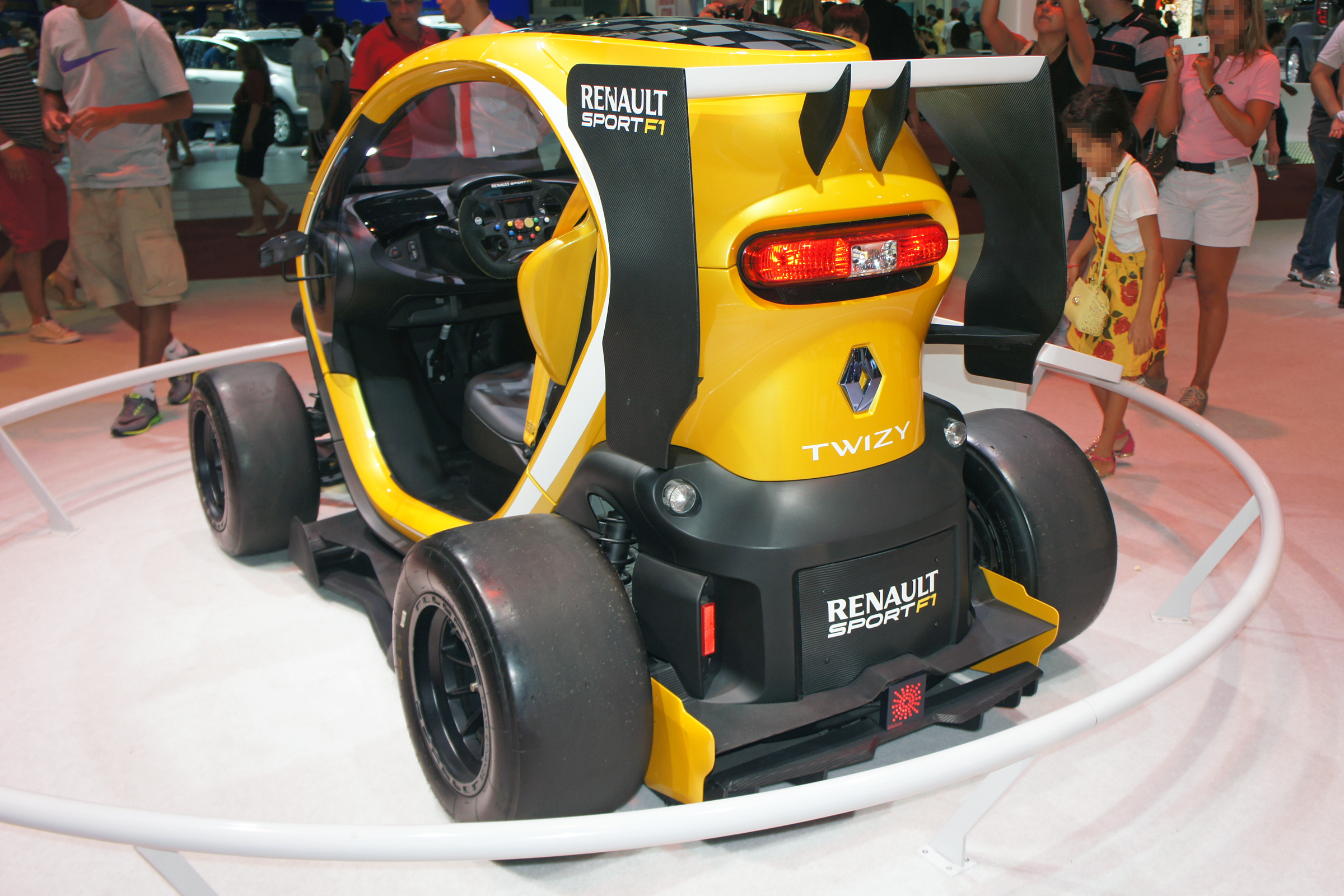
Renault Twizy Sport F1.
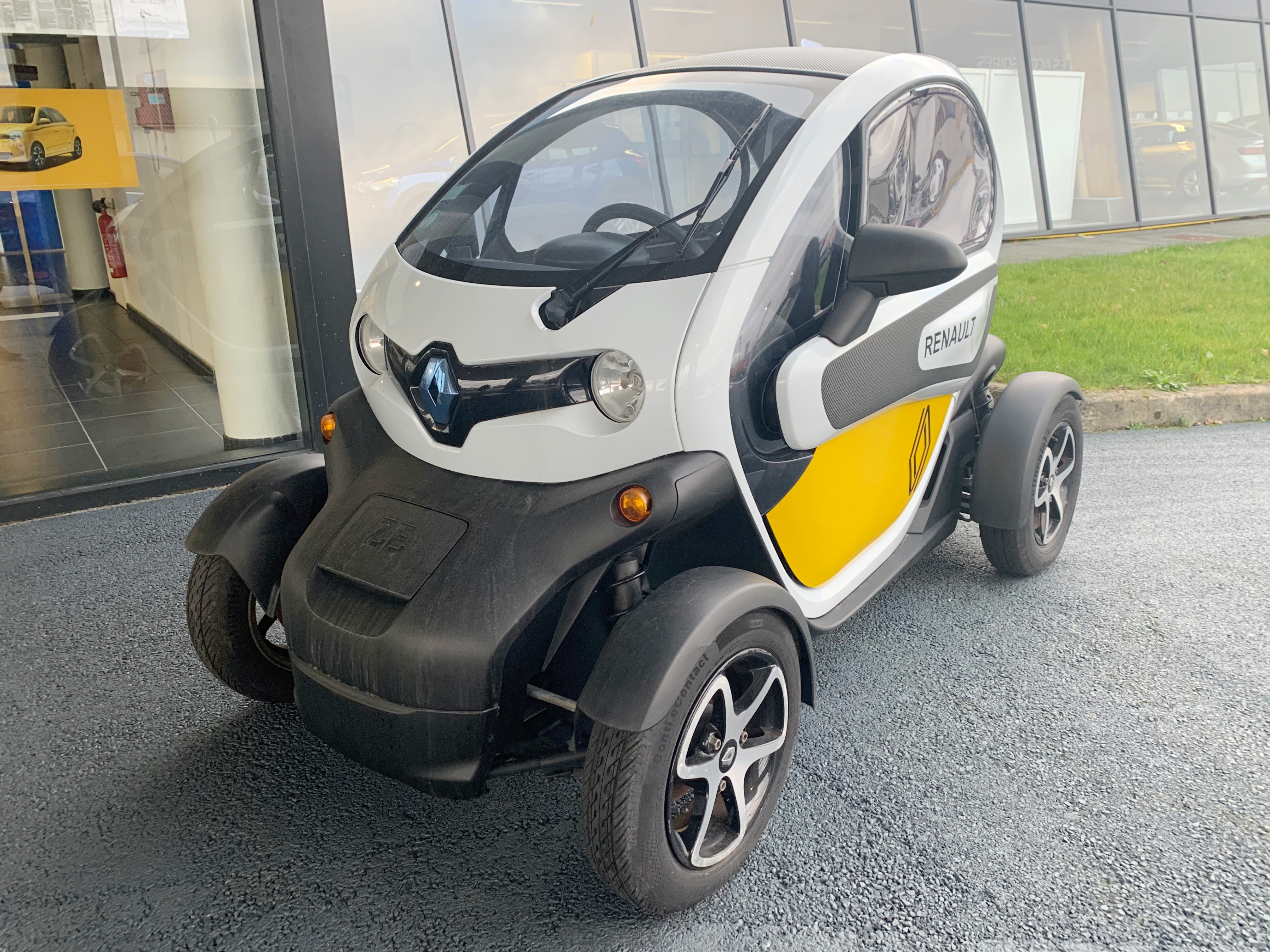
Une Twizy, véhicule de courtoisie d'un garage-concessionnaire Renault. Vue avant gauche…
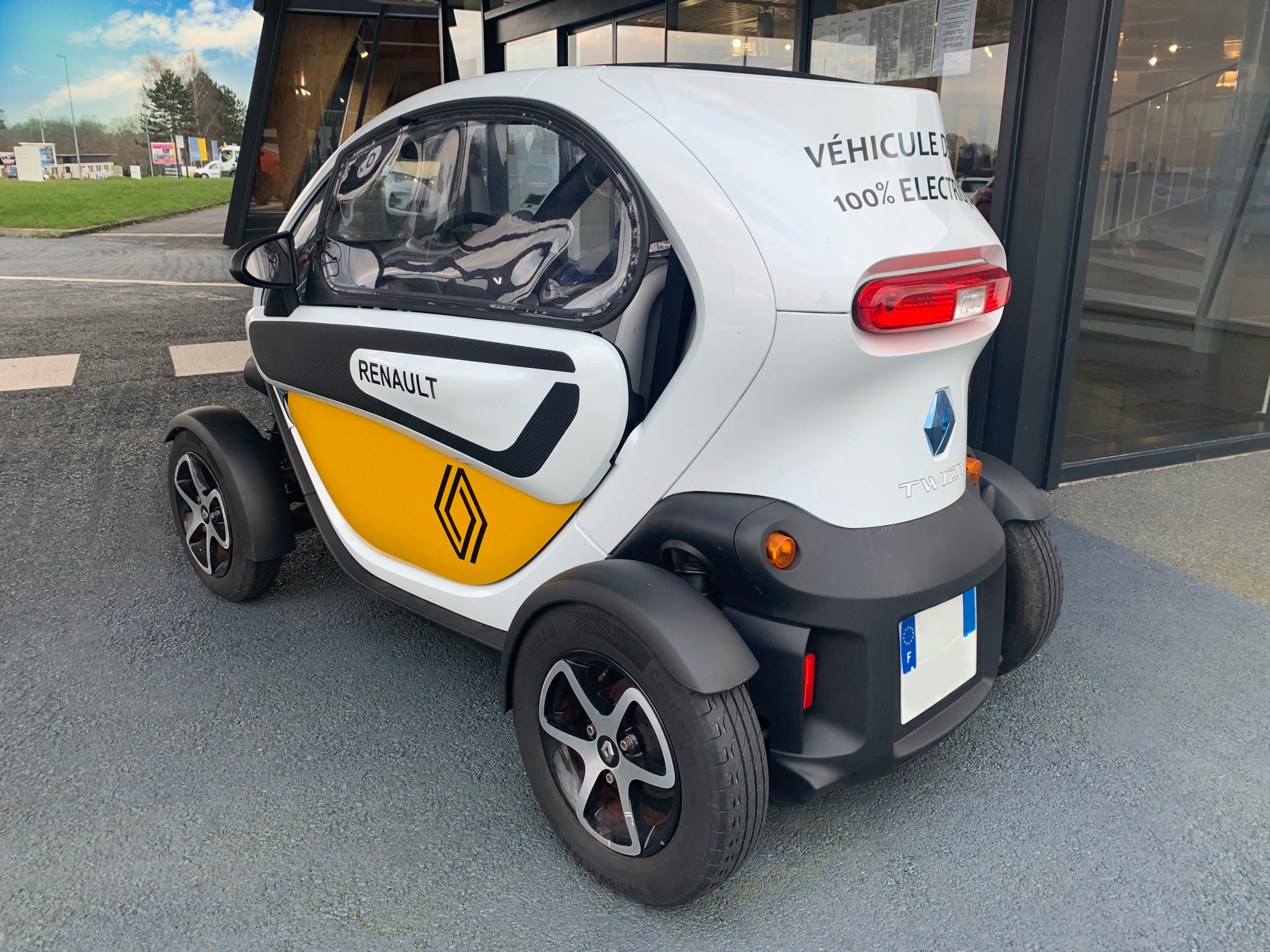
… vue arrière gauche…

- Twizy45 : voiture sans permis, bridée à 45 km/h, accessible dès 14 ans, orientée usage urbain  ;
- Twizy80 : automobile nécessitant le permis B ou le permis B1 (accessible dès 16 ans), bridée à 80 km/h, autorisée à circuler sur le boulevard périphérique de Paris.

## Technique et performances

### Groupe motopropulseur
Logée sous le siège avant, la batterie, d'une capacité de 6,1 kWh, proposée en 3 options de location (jusqu'à 2 500 km/an pour 30 €/mois, 5 000 km/an pour 40 €/mois et au-delà de 7 500 km/an pour 50 €/mois), se charge complètement en 3 h 30 min sur une prise électrique 10 ampères standard, via un câble électrique de trois mètres branché sur la partie avant du véhicule.
Elle alimente le moteur électrique par le biais d'un onduleur qui transforme le courant continu en courant alternatif et permet au moteur de développer une puissance de 5 ch pour le Twizy45 et 17 ch pour le Twizy80.

### Châssis et trains roulants
- Châssis : de type tubulaire, développé par Renault Sport, garantit un niveau de sécurité élevé en cas de choc frontal.
- Trains roulants : suspension type McPherson, avant et arrière, formés d'un combiné ressort / amortisseur / butée de choc.
- Freinage : quatre freins à disque sans ABS.
- Boîte de vitesses : automatique
- Sécurité passive : ceinture de sécurité quatre points et coussin gonflable de sécurité conducteur (airbag).

### Fiche technique
| Logo de Renault                                       | Twizy                      | Twizy                      |
| Logo de Renault                                       | 45                         | 80                         |
| ----------------------------------------------------- | -------------------------- | -------------------------- |
| Type moteur                                           | Électrique asynchrone      | Électrique asynchrone      |
| Puissance maximale                                    | 5 ch                       | 17 ch                      |
| Couple maximal                                        | 33 N m de 0 à 2 050 tr/min | 57 N m de 0 à 2 100 tr/min |
| Poids (batterie comprise)                             | 445 kg                     | 473 kg                     |
| Vitesse maximale                                      | 45 km/h                    | 80 km/h                    |
| Accélération de 0 à 45 km/h                           | 9,9 s                      | 6,1 s                      |
| Capacité batterie                                     | 6,1 kWh                    | 6,1 kWh                    |
| Autonomie                                             | 120 km                     | 100 km                     |
| Prise allume-cigare (12 V)                            | Oui                        | Oui                        |
| Volume du coffre/ vide-poche gauche/ vide-poche droit | 31 / 3,5 / 5 dm3           | 31 / 3,5 / 5 dm3           |
| Récupération d'énergie                                | Dès ralentissement         | Dès ralentissement         |

## Anecdotes

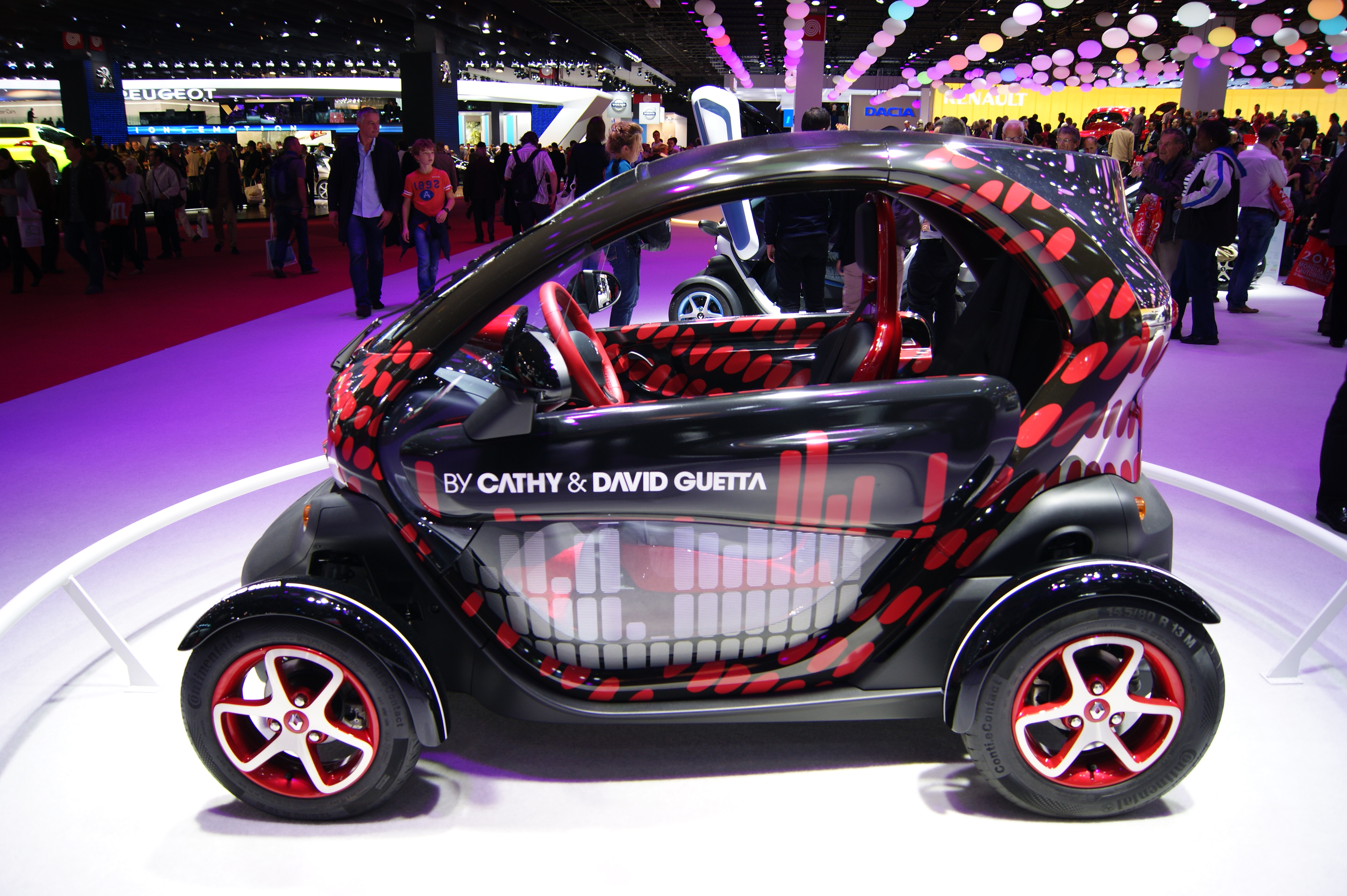
Twizy by Cathy & David Guetta.

Les musiciens David Guetta et Cathy Guetta font la promotion d'un modèle Twizy Cathy & David Guetta, dans leurs clips The Alphabeat, Where Them Girls At, Rest of My Life et Play Hard.
La brigade de sapeurs-pompiers de Paris (BSPP) utilise des exemplaires en tant que Véhicule Électrique de Reconnaissance intégré au sein de l'Élément Léger d'Intervention. En tant que telles, ces Twizy sont dotées d'avertisseurs sonores et lumineux et de marquages propres à ce type de véhicule de liaison.

## Culture populaire
La Twizy est présente en grand nombre dans le film Ready Player One de Steven Spielberg sorti en 2018.

## Clone
On trouve un clone en Chine sous le nom Rayttle e28 fabriquée par la société Rayttle.